# Centrale del latte di Salerno
La Centrale del Latte di Salerno è un'unità operativa con sede a Salerno di Centrale del Latte d'Italia S.p.A., una holding italiana che opera nel settore lattiero-caseario appartenente al gruppo NewPrinces.

## Storia

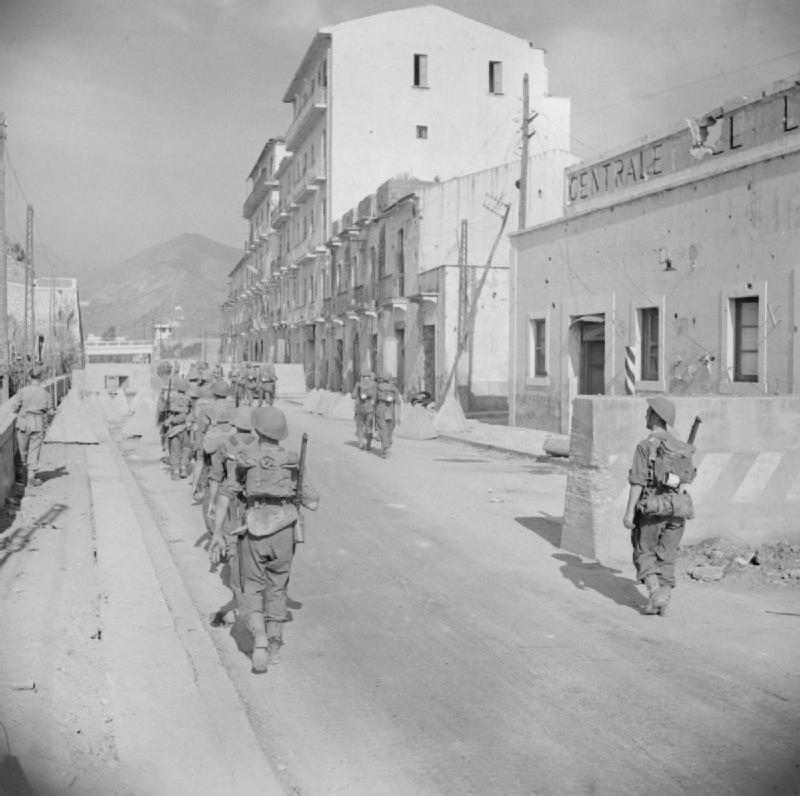
La danneggiata "Centrale del latte di Salerno" nel settembre 1943

La storia della centrale del latte di Salerno inizia nel 1928 quando, gestito dal Consorzio alimentare prima, dal Consorzio cooperativo tra produttori, venditori e consumatori poi, nasce il Centro latte successivamente ubicato nel quartiere "Torrione" (allora periferia meridionale di Salerno). 
Durante lo sbarco alleato a Salerno la centrale fu danneggiata e rimase inattiva per alcuni mesi.
Infatti soltanto nel 1945, dopo le due guerre mondiali, il Centro latte diverrà azienda municipalizzata centrale del latte, trasferendo tutta la propria sede a Torrione. Nel 1966, in seguito a problemi logistici e per la necessità di maggiori spazi, la sede è trasferita a Fuorni dove si trova tutt'oggi.
Dagli anni '90 in poi la centrale del latte sviluppa nuove linee produttive: nel 1993 è lanciato il latte a lunga conservazione, nel 1994 il latte parzialmente scremato, nel 1996 le uova fresche, nel 1998 il latte scremato, la panna (che nel 2005 si aggiudicherà il titolo di "Migliore panna industriale italiana" secondo l'Accademia dei maestri pasticcieri italiani), il burro e lo yogurt, nel 2002 il latte per gli intolleranti al lattosio e nel 2005 la pasta fresca e le insalate. Nel 1997, dopo il rinnovamento del packing, vengono ammodernate tutte le linee di produzione con nuovi e più moderni macchinari di pastorizzazione. 
Nel 1999 la centrale del latte diventa società per azioni. Nel 2003 diventa sponsor della Salernitana, militante in Serie B e lancia il nuovo marchio "Campania in tavola" e il nuovo slogan "Il Nostro", ad indicare che il latte della centrale proviene unicamente dalla provincia di Salerno, prevalentemente dalla piana del Sele e dal Parco nazionale del Cilento, Vallo di Diano e Alburni.
Nel 2013 è stato rinnovato il sito web istituzionale.
In seguito ad un processo di privatizzazione da parte del Comune di Salerno, il 1º gennaio 2015 la Centrale del Latte diventa proprietà della Newlat Food S.p.A.
Nel 2021 diventa un'un'unità operativa di Centrale del Latte d'Italia S.p.A., sempre appartenete al gruppo Newlat Food che nel 2025 viene ridenominato NewPrinces S.p.A..

## L'interesse per lo sport
La Centrale del Latte di Salerno è stata sponsor ufficiale della locale squadra di calcio Salernitana durante le stagioni 2003-2004 e 2004-2005.

## Iniziative
- Lattopoli
- Differenziamoci
- I love latte
- Le ricette della nostra terra [4]